# Whip
Een whip (in het Engels letterlijk 'zweep', ten onderscheid heeft men het ook wel over party whip) is een persoon die voorafgaand aan een stemming in het parlement ervoor moet zorgen dat de leden van zijn eigen partij aanwezig zijn en dat zij stemmen op het voorstel waar de partij wilt dat zij op stemmen. Deze functie bestaat in de parlementen van het Verenigd Koninkrijk en veel van zijn voormalige koloniën.
In België en Nederland bestaat de functie niet maar is er wel fractiediscipline.
In zowel de Britse als de Amerikaanse dramaserie House of Cards is de hoofdpersoon aanvankelijk whip.